# Interahamwe
Interahamwe je hutská paramilitární organizace, která je aktivní v džunglích Konžské demokratické republiky a Ugandy. Interahamwe vzniklo kolem roku 1990 jako mládežnická organizace Národního republikánského hnutí za demokracii (MRND). Hutští rebelové z milicí Interahamwe a Impuzamugambi v roce 1994 ve Rwandě povraždily na 800 000 osob (viz rwandská genocida).
Na začátku března 1999 hutští ozbrojenci unesli 14 turistů hledajících horské gorily v národním parku Bwindi. Osm z nich bylo zabito a šest se podařilo osvobodit.